# Morinda cinnamomifoliata
Morinda cinnamomifoliata är en måreväxtart som beskrevs av Y.Z.Ruan. Morinda cinnamomifoliata ingår i släktet Morinda och familjen måreväxter. Inga underarter finns listade i Catalogue of Life.